# Vladislav Kubeš
Vladislav Kubeš (* 31. říjen 1978, Klatovy) je bývalý český hokejový útočník, který v letech 1999–2014 odehrál v první lize přes 450 utkání základní části. K tomu nastoupil k celkem 55 zápasům v Extralize za HC Plzeň, HC Slavia Praha a BK Mladá Boleslav. Od sezóny 2014/2015 hrál už pouze s přestávkami ve třetí a čtvrté nejvyšší soutěži za HC Klatovy.

## Kluby podle sezon
- 1999/2000 IHC Písek, HC ZVVZ Milevsko
- 2000/2001 IHC Písek, HC Strakonice
- 2001/2002 IHC Písek
- 2002/2003 IHC Písek
- 2003/2004 IHC Písek
- 2004/2005 HC Klatovy
- 2005/2006 IHC Písek
- 2006/2007 HC Slavia Praha, HC Rebel Havlíčkův Brod
- 2007/2008 HC Slavia Praha, HC Rebel Havlíčkův Brod
- 2008/2009 HC Slavia Praha, HC Rebel Havlíčkův Brod, BK Mladá Boleslav, HC Vrchlabí
- 2009/2010BK Mladá Boleslav, HC Vrchlabí
- 2010/2011 BK Mladá Boleslav, HC Vrchlabí, IHC Písek
- 2011/2012 HC VCES Hradec Králové
- 2012/2013 Královští lvi Hradec Králové
- 2013/2014 HC Berounští Medvědi, ČEZ Motor České Budějovice
- 2014/2015 SHC Klatovy
- 2015/2016 SHC Klatovy